# كيري كلارك
كيري كلارك هو لاعب هوكي الجليد كندي، ولد في 21 أغسطس 1968 في Kelvington, Saskatchewan ‏ في كندا.

## وصلات خارجية
- كيري كلارك على موقع دوري الهوكي الوطني (الإنجليزية)
- كيري كلارك على موقع EliteProspects.com (الإنجليزية)
- كيري كلارك على موقع HockeyDB.com (الإنجليزية)